# Танелхил (Пенсилванија)
Танелхил (енгл. Tunnelhill) град је у америчкој савезној држави Пенсилванија.

## Демографија
По попису из 2010. године број становника је 363, што је 46 (-11,2%) становника мање него 2000. године.
| Група             | 2000.       | 2010.       |
| Белци             | 404 (98,8%) | 359 (98,9%) |
| Афроамериканци    | 0 (0,0%)    | 0 (0,0%)    |
| Азијати           | 1 (0,2%)    | 4 (1,1%)    |
| Хиспаноамериканци | 0 (0,0%)    | 0 (0,0%)    |
| Укупно            | 409         | 363         |